# Бурушкін Микола Миколайович
Микола Миколайович Бурушкін (19 грудня 1910, село Сорога Тверської губернії, тепер Осташковського району Тверської області, Російська Федерація — 18 травня 1974, місто Хмельницький) — український радянський діяч, 1-й секретар Дрогобицького обкому ЛКСМУ, 1-й секретар Самбірського міського комітету КП(б)У Дрогобицької області. Депутат Дрогобицької обласної ради депутатів трудящих 1-го скликання.

## Біографія
Народився в бідній селянській родині. З 1924 року працював пастухом у заможних селян, чорноробом Мурманської риболовецької флотилії, дубильником Осташковського шкіряного заводу Тверської губернії. Освіта середня.
У 1930 році по мобілізації комсомолу направлений на шахти Донбасу, де працював наваловідбійником, бригадиром, гірничим майстром. У 1932 році вступив до комсомолу.
З травня 1933 року служив у Червоній армії.
З 1935 року — на відповідальній комсомольській роботі. Був секретарем комсомольської організації шахти.
Член ВКП(б) з 1939 року.
На вересень 1939 року — завідувач організаційно-інструкторського відділу Ворошиловградського обласного комітету ЛКСМУ.
У грудні 1939 — 1940 року — 2-й секретар Дрогобицького обласного комітету ЛКСМУ.
У 1940 — червні 1941 року — 1-й секретар Дрогобицького обласного комітету ЛКСМУ.
Під час німецько-радянської війни з липня 1941 року виконував завдання ЦК ЛКСМУ і штабу Південного фронту із організації партизанського руху та комсомольського підпілля у німецькому тилу на території Київської, Чернігівської, Харківської, Сталінської і Ворошиловградської областей.
З березня по серпень 1942 року — завідувач військового відділу ЦК ЛКСМУ. Керував комсомольською роботою із побудови оборонних рубежів біля Лисичанська, Куп'янська, Ворошиловграда та Старобільська, займався організацією зв'зку із комсомольським підпіллям.
З вересня 1942 по 1944 рік — заступник завідувача спецвідділу ЦК ВЛКСМ у Москві. Перебував у партизанських загонах у німецькому тилу, брав участь у керівництві комсомольським підпіллям.
У січні — серпні 1945 року — 1-й секретар Самбірського міського комітету КП(б)У Дрогобицької області.
У липні 1945 — листопаді 1948 року — завідувач організаційно-інструкторського відділу Дрогобицького обласного комітету КП(б)У. У листопаді 1948 — 1949 року — завідувач відділу партійних, профспілкових і комсомольських органів Дрогобицького обласного комітету КП(б)У.
У вересні 1949 — липні 1952 року — слухач Київської Вищої партійної школи при ЦК КП(б)У.
З липня 1952 року — заступник завідувача відділу партійних, профспілкових і комсомольських органів ЦК КП(б)У.
На 1954—1956 роки — завідувач відділу партійних, профспілкових і комсомольських органів (партійних органів) Кам'янець-Подільського (Хмельницького) обласного комітету КПУ.
У 1956 — січні 1963 року — заступник голови виконавчого комітету Хмельницької обласної ради депутатів трудящих.
У квітні 1963 — грудні 1964 року — голова партійної комісії при Хмельницькому промисловому обласному комітеті КПУ.
З 1965 по 1969 рік — начальник управління побутового обслуговування населення Хмельницької обласної ради депутатів трудящих.
З 1969 року — персональний пенсіонер союзного значення в місті Хмельницький.
Помер після важкої і тривалої хвороби 18 травня 1974 року.

## Звання
- майор

## Нагороди
- два ордени Трудового Червоного Прапора (23.01.1948, 26.02.1958)
- медаль «За перемогу над Німеччиною у Великій Вітчизняній війні 1941—1945 рр.»
- медалі